# Ematoma
Per ematoma si intende una raccolta di sangue fuoriuscito dal sistema circolatorio e localizzata in un tessuto o in una cavità dell'organismo.

## Eziopatogenesi

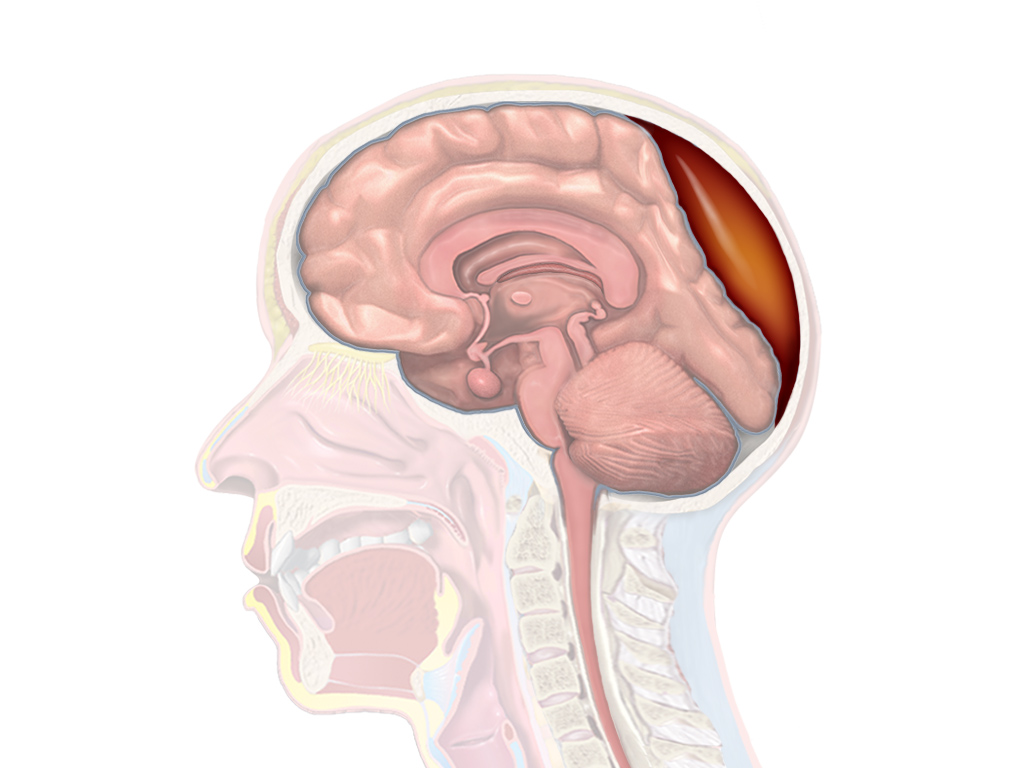
Ematoma epidurale

In genere il sangue si presenta coagulato in tutto o in parte in relazione alle modalità e del tempo intercorso dalla emorragia. Tra le cause principali:
- traumi la cui forza vulnerante agisca su una struttura vascolare (ematomi da sezione diretta di un vaso) o sul tessuto o sull'organo che la contiene (lacerazione indiretta dei vasi come nell'ematoma muscolare, epatico o splenico, nell'ematoma cerebrale);
- rottura patologica di alcuni vasi già alterati da eventi morbosi (infezione, tumori, aneurismi);
- disordini della coagulazione ematica (piastrinopenia, emofilia);
- terapie con anticoagulanti;
- interventi chirurgici (ematoma delle ferite chirurgiche).

L'ematoma può interessare ogni struttura corporea e la sua gravità è legata, più che alla grandezza, alla sede in cui si sviluppa:
- Un piccolo ematoma della regione sottoungueale si limiterà a dare una sintomatologia dolorosa;
- Un ematoma epatico comporterà una sintomatologia imponente e richiederà un intervento complesso.

## Classificazione
| Tipologia | Grandezza | Caratteristiche |
| --------- | --------- | --- |
| PETECCHIE | < 3 mm    | macchie dovute ad emorragia capillare, per aumento della pressione arteriosa o trombocitopenia. |
| PORPORA   | 3-10 mm   | Dovuta a traumi, vasculiti e fragilità vascolare. |
| ECCHIMOSI | 1-2 cm    | Anche chiamato livido, si nota la degradazione degli eritrociti fagocitati dai macrofagi con cambiamento di colori: emoglobina rosso-bluastra passa al verdastro della birilubina fino a divenire emosiderina dal colore marrone dorato. |
| EMATOMA   | > 2 cm    | Simile al livido, ma caratterizzato da più grandi accumoli di sangue in un organo, tessuto o spazio. Si può avere: emotorace, emopericardio, emoperitoneo emartro.                                                                       |

## Evoluzione

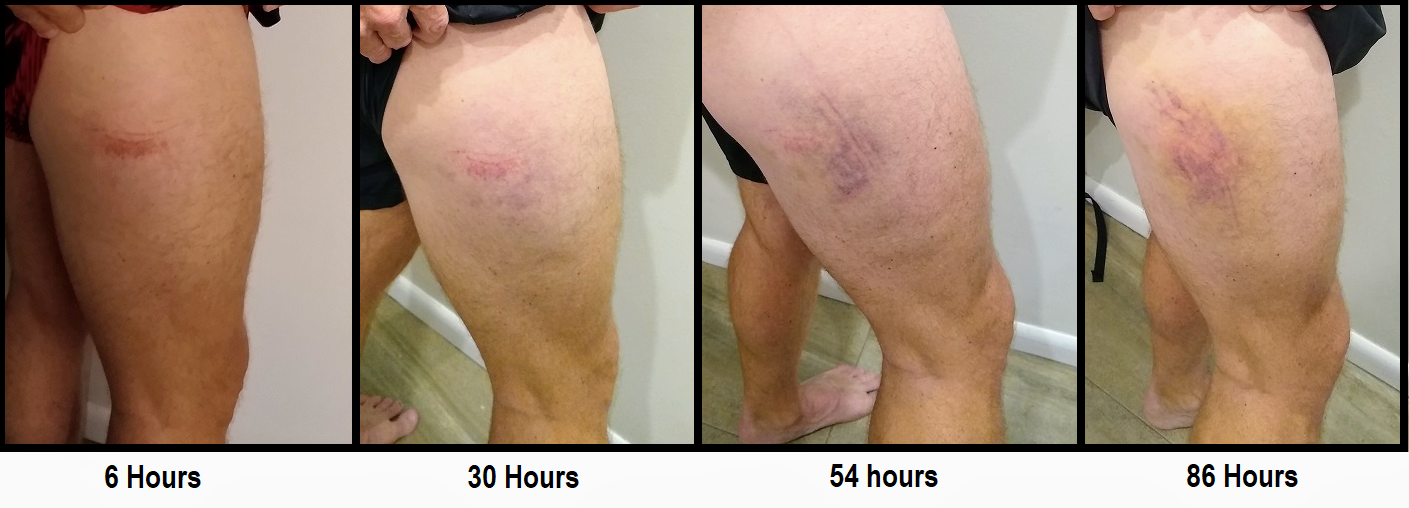
Sviluppo e progressione di un ematoma intramuscolare sul muscolo vasto laterale da 6 ore a 86 ore dopo il trauma.

L'ematoma può andare incontro a risoluzione spontanea. Ciò accade quando, non essendo ulteriormente alimentata, la raccolta ematica coagula e viene riassorbita, anche se lentamente.
Al contrario se l'emorragia persiste, come nel caso di coinvolgimento di vasi arteriosi o comunque di un certo diametro e quindi poco predisposti ad una emostasi spontanea, allora l'ematoma può progressivamente aumentare di volume. Le conseguenze possono essere la compressione dei tessuti contigui o la loro lacerazione (rottura di un ematoma sottocapsulare splenico o epatico con inondazione della cavità peritoneale).
Una complicazione temibile è rappresentata dall'infezione e ascessualizzazione dell'ematoma. Talvolta nella sua risoluzione l'ematoma evolve in una fibrosi dei tessuti che è particolarmente noiosa se a livello muscolare o sottocutaneo per la presenza spesso di calcificazioni patologiche nel contesto del tessuto.

## Terapia
La terapia dipende dall'entità dell'ematoma, dalla sede e dalla struttura interessata.
- Così in alcuni casi l'ematoma va semplicemente monitorato nel senso che va tenuto sotto controllo con esami ecografici o radiografici (TAC) ripetuti nel tempo.
- In altre circostanze è indispensabile un intervento chirurgico immediato, o differito che permette di accertare e dominare la fonte del sanguinamento, di asportare l'ematoma, di verificare l'entità dei danni subiti, di correggerli.
- In alcuni casi è sufficiente un semplice svuotamento dell'ematoma (se è il caso sotto guida ecografica) che va effettuato in ambiente e modalità rigorosamente asettiche, in particolare quando si opera su strutture o organi interni. Nei casi di evoluzione in fibrosi del tessuto colpito dall'ematoma, specie a livello muscolare e sottocutaneo, possono formarsi delle calcificazioni che determinano dolore ed indurimento dei tessuti. In questi casi si rende necessario un trattamento incruento con terapia con onde d'urto che in poche sedute risolve generalmente il problema.
- In altri casi, invece, è sufficiente mettere una fonte fredda (ghiaccio) costante sulla parte interessata e successivamente passare una pomata adatta per qualche giorno finché non si nota un notevole miglioramento.